# Verwaltungsgliederung Polens
Die Verwaltungsgliederung Polens ist stark an das Prinzip des Einheitsstaates angelehnt.
Die territoriale Gliederung der Selbstverwaltung in Polen umfasst, nach der 1999 in Kraft getretenen Reform, nun drei Ebenen: Kommunen (gmina), Kreise (powiat) bzw. kreisfreie Städte (miasto na prawach powiatu) und regionale Verwaltungsbezirke, die sogenannten Woiwodschaften (województwo).
Die Verwaltungsstruktur hat in Polen einen unitarischen Charakter und beruht auf einer homogenen Gesetzgebung, die alle Selbstverwaltungsbehörden gleich bindet, und auf homogenen, 4-jährigen Wahlperioden der Selbstverwaltungsbehörden aller Ebenen.
Die (öffentliche) Staatsverwaltung wird in Regierungsverwaltung und Selbstverwaltung unterteilt.

Verwaltungsgliederung Polens

## Geschichte

### Polen-Litauen
Schon bald nach der Überwindung des Polnischen Partikularismus wurde das Königreich Polen 1308–1339 in Woiwodschaften eingeteilt. Deren Hauptstädte lagen oft nicht in der Mitte, sondern recht nahe bei dem der Königsstadt Krakau zugewandten Ende:
In Großpolen und Kujawien:
- Poznań (Posen)
- Kalisz
- Sieradz
- Łęczyca
- Brześć Kujawski
- Gniezno
- Inowrocław

In Kleinpolen:
- Kraków (Krakau)
- Sandomierz
- Lublin

Zu der Zeit war Masowien nur durch die Zugehörigkeit zum Erzbistum Gnesen mit Polen verbunden.
Mit seiner Integration in das polnische Staatswesen wurde es später ebenso in Woiwodschaften eingeteilt wie das Großfürstentum Litauen (und dessen ruthenische Länder, die unter die polnische Krone kamen) sowie das Königliche Preußen. Ausgenommen von diesem System waren die königlichen Freistädte (Danzig, Thorn, Elbing und Riga bis 1621).

### Kongresspolen (1816–1837)
In den Jahren 1816 bis 1837 bestanden auch in Kongresspolen Woiwodschaften, diese wurden danach in Gouvernements umbenannt und mehrfach reorganisiert.
- Woiwodschaft Augustów (Hauptstadt Suwałki)
- Woiwodschaft Kalisz
- Woiwodschaft Krakau (trotz des Namens war Krakau kein Teil der Woiwodschaft, sondern bis 1846 eine Freie Stadt; die Hauptstadt war zuerst Miechów, dann Kielce).
- Woiwodschaft Lublin
- Woiwodschaft Masowien (Hauptstadt Warschau)
- Woiwodschaft Płock
- Woiwodschaft Podlachien (Hauptstadt Siedlce)
- Woiwodschaft Sandomierz (Hauptstadt Radom)

### Zweite Republik
Das Staatsgebiet wurde in 16 Woiwodschaften und die ihnen gleichgestellte Hauptstadt Warschau gegliedert. Die Grenzen dieser Verwaltungseinheiten orientierten sich zunächst an den einstigen deutschen, österreich-ungarischen und russischen Verwaltungsgrenzen, doch gab es am 1. April 1938 einige Gebietsumgliederungen.
| Woiwodschaft, Stadt | Stand 1. April 1931 | Stand 1. April 1931 | Stand 1. April 1931 | Stand 1. April 1931               | Stand 1. April 1939 | Stand 1. April 1939 | Stand 1. April 1939 | Stand 1. April 1939 |
| Woiwodschaft, Stadt | Fläche (km²)        | Powiats             | Städte              | Land- gemeinden und Guts- bezirke | Fläche (km²)        | Powiats             | Städte              | Land- gemeinden     |
| ------------------- | ------------------- | ------------------- | ------------------- | --------------------------------- | ------------------- | ------------------- | ------------------- | ------------------- |
| Warschau (Stadt)    | 123                 | 4                   | 1                   | –                                 | 141                 | 4                   | 1                   | –                   |
| Warschau (Land)     | 29.470              | 23                  | 59                  | 301                               | 31.656              | 22                  | 53                  | 293                 |
| Łódź                | 19.034              | 14                  | 46                  | 232                               | 20.446              | 15                  | 39                  | 237                 |
| Kielce              | 25.589              | 19                  | 40                  | 312                               | 22.204              | 18                  | 37                  | 275                 |
| Lublin              | 31.176              | 20                  | 33                  | 277                               | 26.555              | 16                  | 29                  | 228                 |
| Białystok           | 32.441              | 14                  | 49                  | 179                               | 26.036              | 10                  | 35                  | 128                 |
| Wilna               | 29.011              | 9                   | 15                  | 97                                | 29.011              | 9                   | 15                  | 96                  |
| Nowogródek          | 22.966              | 8                   | 9                   | 87                                | 22.966              | 8                   | 10                  | 87                  |
| Polesien            | 36.668              | 9                   | 14                  | 83                                | 36.668              | 9                   | 12                  | 79                  |
| Wolhynien           | 35.754              | 11                  | 22                  | 106                               | 35.754              | 11                  | 22                  | 103                 |
| Posen               | 26.564              | 38                  | 118                 | 4.615                             | 28.089              | 29                  | 100                 | 237                 |
| Pommerellen         | 16.407              | 20                  | 34                  | 2.010                             | 25.683              | 28                  | 64                  | 234                 |
| Schlesien           | 4.216               | 11                  | 17                  | 400                               | 5.122               | 11                  | 25                  | 463                 |
| Krakau              | 17.380              | 23                  | 53                  | 1.870                             | 17.560              | 18                  | 47                  | 195                 |
| Lwów                | 28.408              | 28                  | 60                  | 2.186                             | 28.402              | 27                  | 58                  | 252                 |
| Stanislau           | 16.894              | 15                  | 29                  | 901                               | 16.894              | 12                  | 28                  | 119                 |
| Tarnopol            | 16.533              | 17                  | 35                  | 1.091                             | 16.533              | 17                  | 36                  | 169                 |
| Polen gesamt        | 388.634             | 283                 | 634                 | 14.747                            | 389.720             | 264                 | 611                 | 3.195               |

### Volksrepublik Polen

#### 1945–1975
Nach dem Zweiten Weltkrieg kam es unter sowjetischem Einfluss schrittweise zur Abschaffung des Systems der territorialen Selbstverwaltung der Zwischenkriegszeit und zur Etablierung eines Volksrätesystems.
Nach dem Zweiten Weltkrieg bis 1975 war Polen zunächst in 16, ab 1950 in 17 Woiwodschaften gegliedert, als die Woiwodschaft Schlesien (1945–1950) in zwei geteilt wurde.
- Woiwodschaft Białystok
- Woiwodschaft Bydgoszcz (Bromberg, bis 1950 noch Pomorskie, dann umbenannt nach der Hauptstadt)
- Woiwodschaft Danzig
- Woiwodschaft Katowice
- Woiwodschaft Kielce
- Woiwodschaft Koszalin (Köslin)
- Woiwodschaft Krakau
- Woiwodschaft Łódź
- Woiwodschaft Lublin
- Woiwodschaft Olsztyn (Allenstein)
- Woiwodschaft Opole
- Woiwodschaft Posen
- Woiwodschaft Rzeszów
- Woiwodschaft Stettin
- Woiwodschaft Warschau
- Woiwodschaft Breslau
- Woiwodschaft Zielona Góra (Grünberg)

#### Verwaltungsreform 1975
1975 wurde mit dem Ziel der stärkeren Zentralisierung ein zweigliedriges System etabliert. Die Anzahl der Woiwodschaften wurde auf 49 vergrößert, die Kreise wurden abgeschafft und die Anzahl der Gemeinden wurde auf 2500 verringert.
1975 wurde die Zahl auf 49 erhöht, offiziell um die Landesverwaltung zu optimieren, die Behörden in den Regionen zu stärken und die Missverhältnisse in den wirtschaftlichen Entwicklungen zwischen den Regionen auszugleichen. Keines der genannten Ziele wurde erreicht, stattdessen wurde, erwartungsgemäß, der Einfluss der Zentralregierung erhöht.
- Woiwodschaft Biała Podlaska
- Woiwodschaft Białystok
- Woiwodschaft Bielsko-Biała
- Woiwodschaft Bydgoszcz (Bromberg)
- Woiwodschaft Chełm
- Woiwodschaft Ciechanów
- Woiwodschaft Częstochowa
- Woiwodschaft Elbląg (Elbing)
- Woiwodschaft Gdańsk (Danzig)
- Woiwodschaft Gorzów (Landsberg a.d. Warthe)
- Woiwodschaft Jelenia Góra (Hirschberg)
- Woiwodschaft Kalisz (Kalisch)
- Woiwodschaft Katowice
- Woiwodschaft Kielce
- Woiwodschaft Konin
- Woiwodschaft Koszalin (Köslin)
- Woiwodschaft Krakau
- Woiwodschaft Krosno
- Woiwodschaft Legnica (Liegnitz)
- Woiwodschaft Leszno (Lissa)
- Woiwodschaft Lublin
- Woiwodschaft Łomża
- Woiwodschaft Łódź
- Woiwodschaft Nowy Sącz
- Woiwodschaft Olsztyn (Allenstein)
- Woiwodschaft Opole
- Woiwodschaft Ostrołęka
- Woiwodschaft Piła (Schneidemühl)
- Woiwodschaft Piotrków
- Woiwodschaft Płock
- Woiwodschaft Poznań (Posen)
- Woiwodschaft Przemyśl
- Woiwodschaft Radom
- Woiwodschaft Rzeszów
- Woiwodschaft Siedlce
- Woiwodschaft Sieradz
- Woiwodschaft Skierniewice
- Woiwodschaft Słupsk (Stolp)
- Woiwodschaft Suwałki
- Woiwodschaft Szczecin (Stettin)
- Woiwodschaft Tarnobrzeg
- Woiwodschaft Tarnów
- Woiwodschaft Toruń (Thorn)
- Woiwodschaft Wałbrzych (Waldenburg)
- Woiwodschaft Warschau
- Woiwodschaft Włocławek (Leslau)
- Woiwodschaft Breslau
- Woiwodschaft Zamość
- Woiwodschaft Zielona Góra (Grünberg)

### Dritte Republik
1990 erfolgte eine Reform mit der Wiederherstellung der lokalen Selbstverwaltung der Gemeinden.

#### Verwaltungsreform 1999
Seit 1. Januar 1999 gilt in Polen eine dreistufige Verwaltungsgliederung in Woiwodschaften, Kreise und Gemeinden.

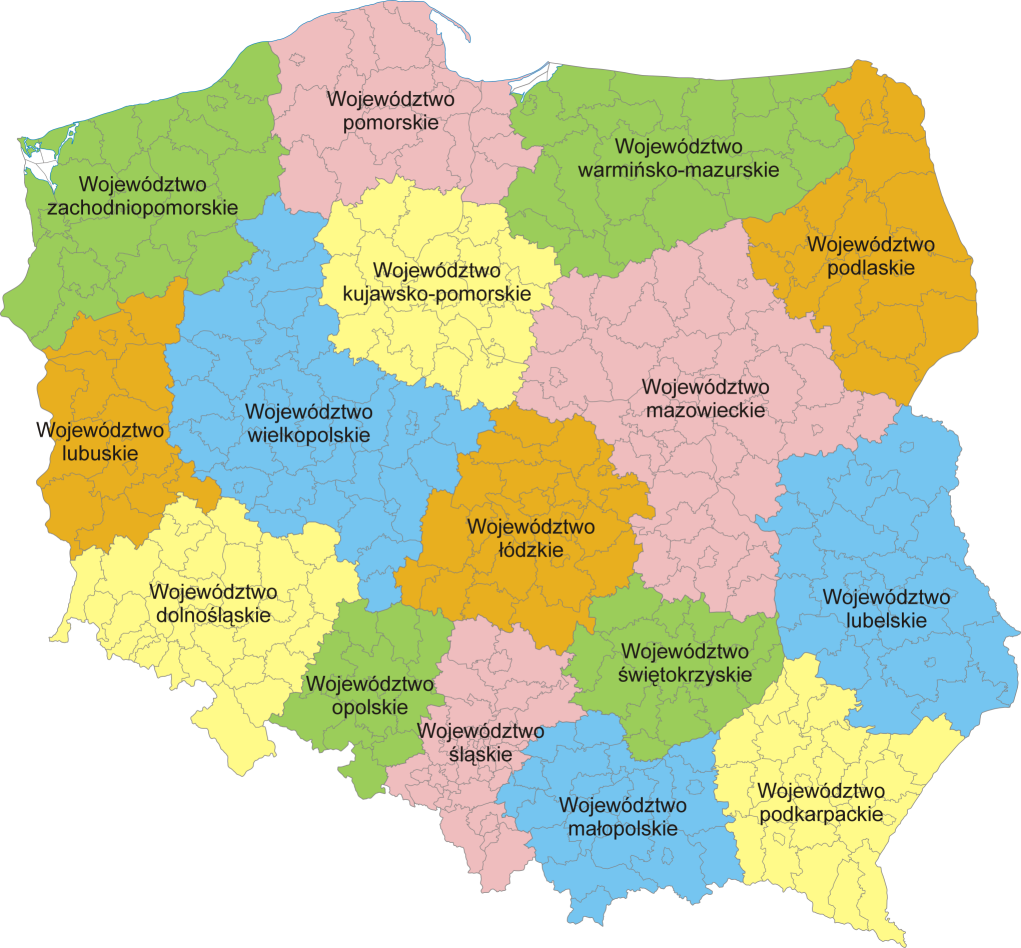
Woiwodschaften

## Erste Ebene

### Woiwodschaften
|  | Województwo dolnośląskie Woiwodschaft Niederschlesien |

|  | Województwo kujawsko-pomorskie Woiwodschaft Kujawien-Pommern |

|  | Województwo lubelskie Woiwodschaft Lublin |

|  | Województwo lubuskie Woiwodschaft Lebus |

|  | Województwo łódzkie Woiwodschaft Lodsch |

|  | Województwo małopolskie Woiwodschaft Kleinpolen |

|  | Województwo mazowieckie Woiwodschaft Masowien |

|  | Województwo opolskie Woiwodschaft Oppeln |

|  | Województwo podkarpackie Woiwodschaft Karpatenvorland |

|  | Województwo podlaskie Woiwodschaft Podlachien |

|  | Województwo pomorskie Woiwodschaft Pommern |

|  | Województwo śląskie Woiwodschaft Schlesien |

|  | Województwo świętokrzyskie Woiwodschaft Heiligkreuz |

|  | Województwo warmińsko-mazurskie Woiwodschaft Ermland-Masuren |

|  | Województwo wielkopolskie Woiwodschaft Großpolen |

|  | Województwo zachodniopomorskie Woiwodschaft Westpommern |

Alle Angaben von 2019.

## Zweite Ebene

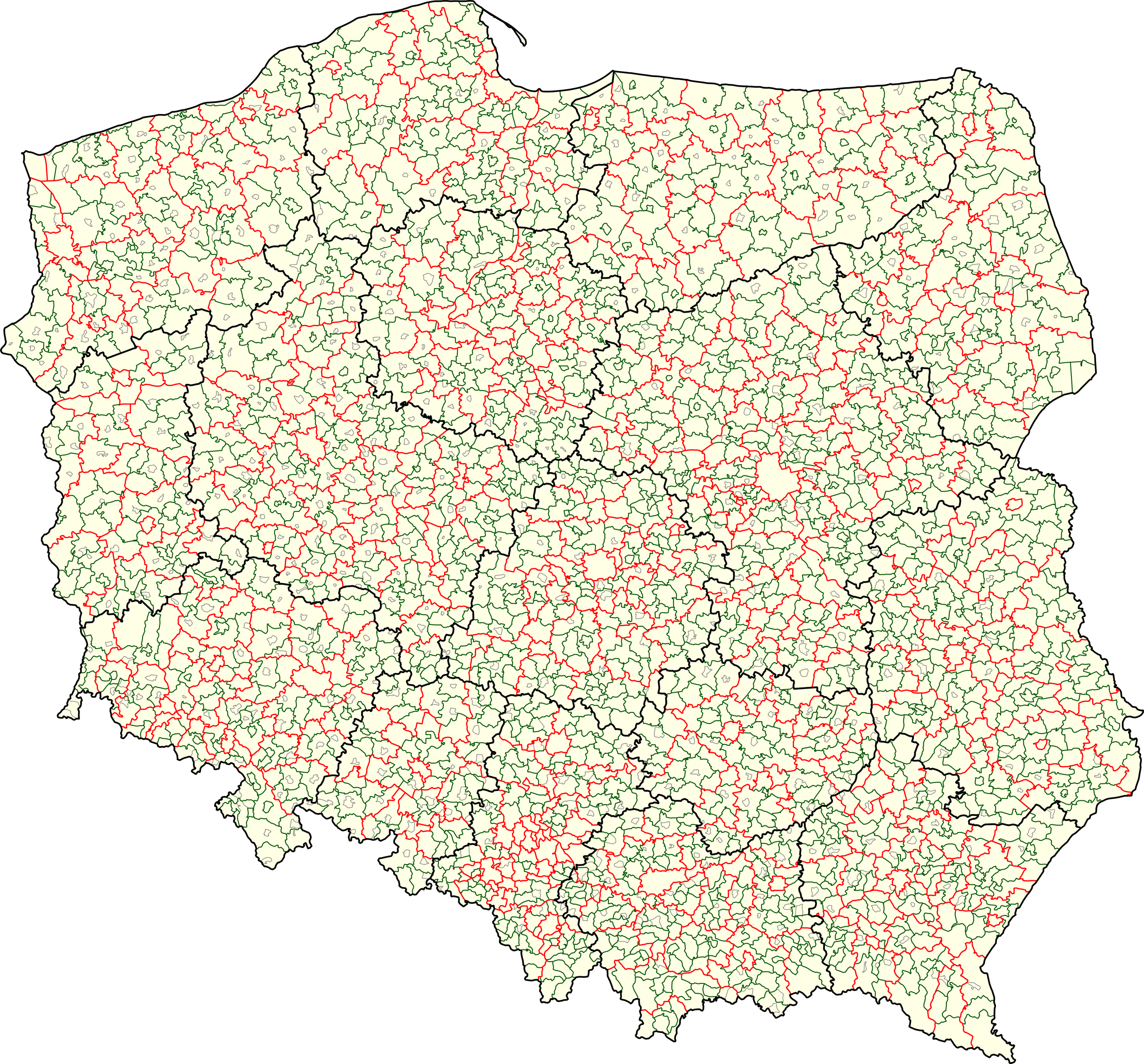
Gliederung Polens in Woiwodschaften, Powiats und Gminas (2013)

### Powiats
2014 gab es in Polen 380 Powiats, darunter 314 sog. Landkreise (powiat ziemski) und 66 Stadtkreise (powiat grodzki).

### Miasta na prawach powiatu
Miasta na prawach powiatu (wörtlich „Städte mit den Rechten eines Powiats“ bzw. „Kreises“) sind Gemeinden, die zugleich die Aufgaben eines Kreise wahrnehmen. Informell und in der Rechtswissenschaft werden sie als powiat grodzki („Stadtkreis“) bezeichnet.
Ihre Legislative ist die Stadtverordnetenversammlung (rada miasta) und ihre Exekutive der Stadtpräsident (prezydent miasta). Beide Organe werden vom Volk gewählt (vgl. Süddeutsche Ratsverfassung).
Beispielsweise ist Elbląg (Elbing) eine kreisfreie Stadt und gehört dem Powiat Elbląski (Powiat Elbing) selbst nicht an. Das Umland der Stadt gehört als eigenständige Landgemeinde Elbląg zum Powiat.

## Dritte Ebene

### Gemeinden
Die Gemeinden (Gmina) sind Verwaltungseinheiten, die die dritte Stufe der lokalen Selbstverwaltung in Polen bilden.

#### Gmina miejska
Eine Gmina miejska (‚Stadtgemeinde‘, wörtlich: ‚städtische Gemeinde‘) besteht aus einer einzigen Stadt. Diese Stadt kann ebenfalls Sitz einer Gmina wiejska ‚Landgemeinde‘ im Umland sein. Aufgrund der rechtlichen Identität von Stadt und Gmina werden Gminy miejskie üblicherweise nur mit dem Namen der Stadt bezeichnet. In den Großstädten sowie historisch bedingt in einigen weiteren Stadtgemeinden nennt sich der Bürgermeister Prezydent miasta ‚Stadtpräsident‘, in kleineren Stadtgemeinden heißt er Burmistrz. Den Status einer Gmina miejska hatten 2006 307 Gminy.

#### Gmina miejsko-wiejska
Eine Gmina miejsko-wiejska (‚Stadt-und-Land-Gemeinde‘, wörtlich: ‚städtisch-ländliche Gemeinde‘) besteht aus einer Stadt und mehreren Dörfern, die begrenzte Selbstverwaltungskompetenzen haben. Mit Ausnahme der Gemeinde Skalmierzyce ist diese Stadt auch Verwaltungssitz der Gmina. Meistens ist in diesem Fall die Stadt zu klein, um eine unabhängige ‚Stadtgemeinde‘ (Gmina miejska) zu bilden. Der Name der Gmina, der ein Burmistrz ‚Bürgermeister‘ vorsteht, leitet sich vom Namen des Verwaltungssitzes ab. Diesen Status hatten 2006 582 Gminy.

#### Gmina wiejska
Eine Gmina wiejska (‚Landgemeinde‘, wörtlich: ‚ländliche Gemeinde‘) besteht ausschließlich aus Dörfern. Der Verwaltungssitz befindet sich in einigen Fällen in einer Stadt im Zentrum der Gmina, die als Gmina miejska ‚Stadtgemeinde‘ aber nicht Bestandteil der Gmina wiejska ist. Wenn es keine Stadt innerhalb der Gemeinde gibt, so ist eines der größeren Dörfer Sitz der Gmina und des Gemeindevorstehers Wójt (von ‚Vogt‘). In diesem Fall ist die Gmina auch nach diesem Ort benannt. 2006 gab es in Polen 1589 dieser Gminy, davon 160 mit Verwaltungssitz außerhalb der Gmina, also in einer Stadt, die eine eigene Gemeinde und manchmal auch einen eigenen Stadtkreis bildet.